# Владимир-Волынская и Ковельская епархия
Владимир(о)-Волынская и Ковельская епархия — епархия Украинской православной церкви, объединяет приходы и монастыри на территории западных районов Волынской области — Владимир-Волынского, Иваничевского, Ковельского, Любомльского, Ратновского, Старовыжевского и Турийского.
Кафедральный город — Владимир-Волынский. Кафедральный собор — в честь Успения Пресвятой Богородицы. Правящий архиерей — митрополит Владимир (Мельник).

## История
Традиционная дата учреждения епархии — 992/993 год, вскоре после основания князем Владимиром (Василием) Святославичем города Владимира-Волынского, которая считалась общепринятой в науке XIX века, основывается на показании поздней (XVI век) Никоновской летописи о поставлении в 992/993 году первых епископов в Чернигов (Неофит), Ростов (Феодор), Владимир-Волынский (Стефан) и в Белгород под Киевом (Никита). Источник этого дополнения к тексту Повести временных лет неясен.
Согласно нынешнему территориальному делению, в состав древней Владимиро-Волынской епархии входили Волынская, Ровненская, части Житомирской, Тернопольской, Хмельницкой областей Украины, а также некоторые части Белоруссии и Польши.

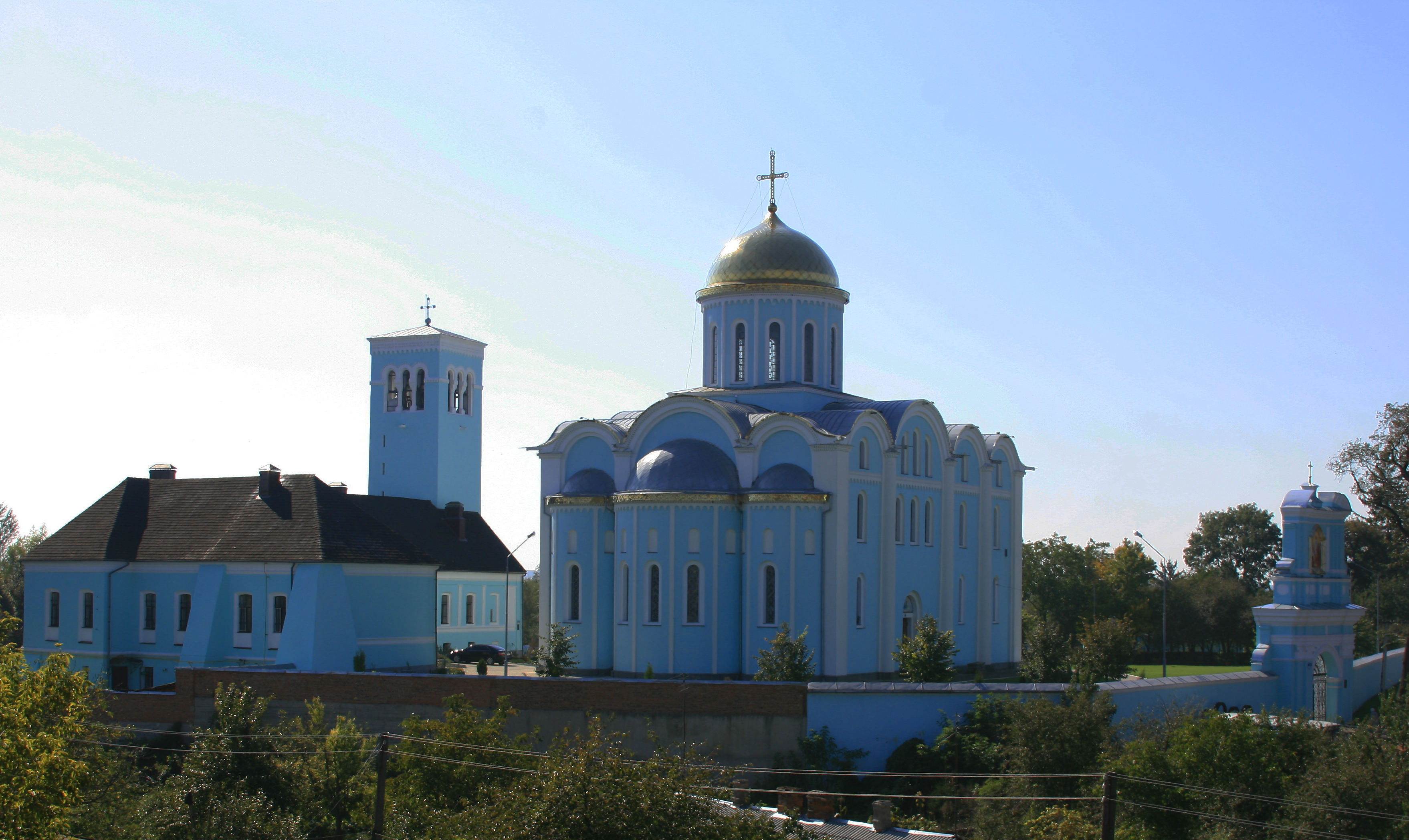
Успенский собор

Количество православных верующих и приходов быстро росло, из Владимирской епархии были выделены Перемышльская (в 1120 году), Галицкая и Угровская (в 1137 году), а также Луцкая (в 1288 году) епархии.
После татаро-монгольского нашествия, когда были разрушены город и кафедральный собор, князья Галицко-Волынского княжества возобновили собор и возвели мощные оборонительные сооружения. Владимирская епархия входила в каноническую юрисдикцию Галицкой митрополии в 1303—1308, 1345—1347 и 1371—1378 годах, Киево-Литовской митрополии в 1356—1362 и 1415—1419 годах.
В 1596 году епископ Владимиро-Волынский Ипатий Поцей подписал Брестскую унию, Успенский собор и епископский дом присвоили униаты. Множество верующих и священников твёрдо стояли в Православии, но православная иерархия пресеклась.
В 1621 году по просьбе гетмана Петра Сагайдачного патриарх Иерусалимский Феофан III возобновил иерархию, польский король запретил новому епископу Владимирскому Иезекиилю (Курцевичу) въезд в епархию, и он мог посещать своих духовных чад только тайно. После него епархия вошла в Луцкую, которая вынужденно была упразднена в 1712 году.
После второго раздела Польши в 1793 году под покровительством Российской империи епархиальная организация Волыни стала возрождаться. Для Западной Украины и Белоруссии была учреждена Минская епархия, в которой в 1795 году было образовано Житомирское викариатство, преобразованное в 1799 году в самостоятельную Волынскую епархию.
8 июня 1891 году учреждено викариатство Волынской епархии.
Владимир-Волынская епархия была возрождена как самостоятельная решением Священного синода Украинской православной Церкви от 3 мая 1996 года, будучи выделенной из состава Волынской.

## Названия
- Владимирская (992—1371/1405)
- Владимирская и Берестейская (c 1371/1405)
- Владимирская и Брестская (c 1616, попытка возрождения)
- Владимиро-Волынская (1891—1943)
- Владимир-Волынская и Ковельская (с 3 мая 1996)

## Епископы
- Стефан I Болгарин (992 — ?)
- (?) Фома Грек (упом. 998)
- Иоанн
- Антоний I
- Анитий
- Кодриус
- Геласий
- Стефан II Печерский (1090/1091 — 27 апреля 1094)
- Амфилохий (27 августа 1105—1122)
- Симеон (1123—1136)[2]
- Феодор (1137 — упом. 1147)[3]
- Лаврентий
- Прокопий (XII в.)
- Антоний II
- Иоасаф (упом. 1229)
- Василий (1229—1265)
- Никифор I (Сатанило) (упом. 1266)
- Косьма (упом. 1271)
- Марк (упом. 1271—1287)
- Евсегений (упом. 1289)
- Афанасий I (1328—1353)
- Иона I (упом. 1359—1388)
- Афанасий II (упом. 1388—1391)
- Иоанн (Гоголь) (упомин. с 1391)[4]
- Герасим (с 1414—1417)
- Весвасиан
- Даниил I (упом. 1441—1451)
- Даниил II (1451 — упом. 1452)
- Никифор II (упом. 1458)
- Феодосий (упом. 1458)
- Порфирий (упом. 1470)
- Феодосий II (упом. 1485)
- Дамиан (упом. 1487)
- Мартиниан
- Вассиан I (1487—1497)
- Вассиан II (1509—1513)
- Пануфтий (1513—1522)
- Иона II (с апреля 1523)[5]
- Геннадий (упом. 1539 — не ранее 1547)
- Иосиф (1548—1566)
- Феодосий (Лазовский) (1566—1572)
- Мелетий (Богуринский-Хребтович) (1576—1591)
- Игнатий (Поцей) (1591—1596)
- Иезекииль (Курцевич) (1621—1625)

далее в составе Луцкой епархии
Владимиро-Волынское викариатство Волынской епархии
- Паисий (Виноградов) (7 июля 1891 — 16 июля 1902)
- Арсений (Тимофеев) (14 июля 1902 — 25 августа 1906)
- Михей (Алексеев) (25 августа 1906 — 31 октября 1908)
- Фаддей (Успенский) (21 декабря 1908 — 13 марта 1922)
- Поликарп (Сикорский) (1940—1941)

Владимиро-Волынская епархия
- Мануил (Тарнавский) (22 июля 1942 — сентябрь 1943)

Владимир-Волынская епархия
- Симеон (Шостацкий) (4 мая 1996 — 10 июня 2007)
- Никодим (Горенко) (10 июня 2007 — 14 июня 2011)
- Владимир (Мельник) (с 14 июня 2011)